# Pałac Wielopolskich w Pińczowie
Pałac Wielopolskich w Pińczowie – zabytkowy pałac w  zespole zamkowo-pałacowym. 

## Historia
Budynek został wzniesiony u podnóża Góry Zamkowej w stylu barokowo-klasycystycznym w latach 1773-1799 przez X ordynata Ordynacji Pińczowskiej Franciszka Wielopolskiego. Przyjmuje się, iż zaprojektował go znany architekt tamtej epoki Jan Ferdynand Nax.
Jest to budowla piętrowa, wzniesiona na rzucie prostokąta ze skrzydłem przy narożu północnym. Fasadę frontową, przedzieloną kordonowym gzymsem, przyozdabiają dwie stiukowe płaskorzeźby przedstawiające sceny z mitologii. Nad ryzalitem trójkątny fronton z kartusz z herbem fundatora  Franciszka Wielopolskiego, zawierający w polach herby: Jastrzębiec, Starykoń, Korczak, Topór, Kończyc. Obramienia okien zdobią stiukowe zworniki i girlandy kwiatowe. Wnętrze pałacu zostało przebudowane w XIX w.
W południowej części przypałacowego parku znajduje się późnorenesansowy pawilon ogrodowy z końca XVI wieku autorstwa Santi Gucciego.

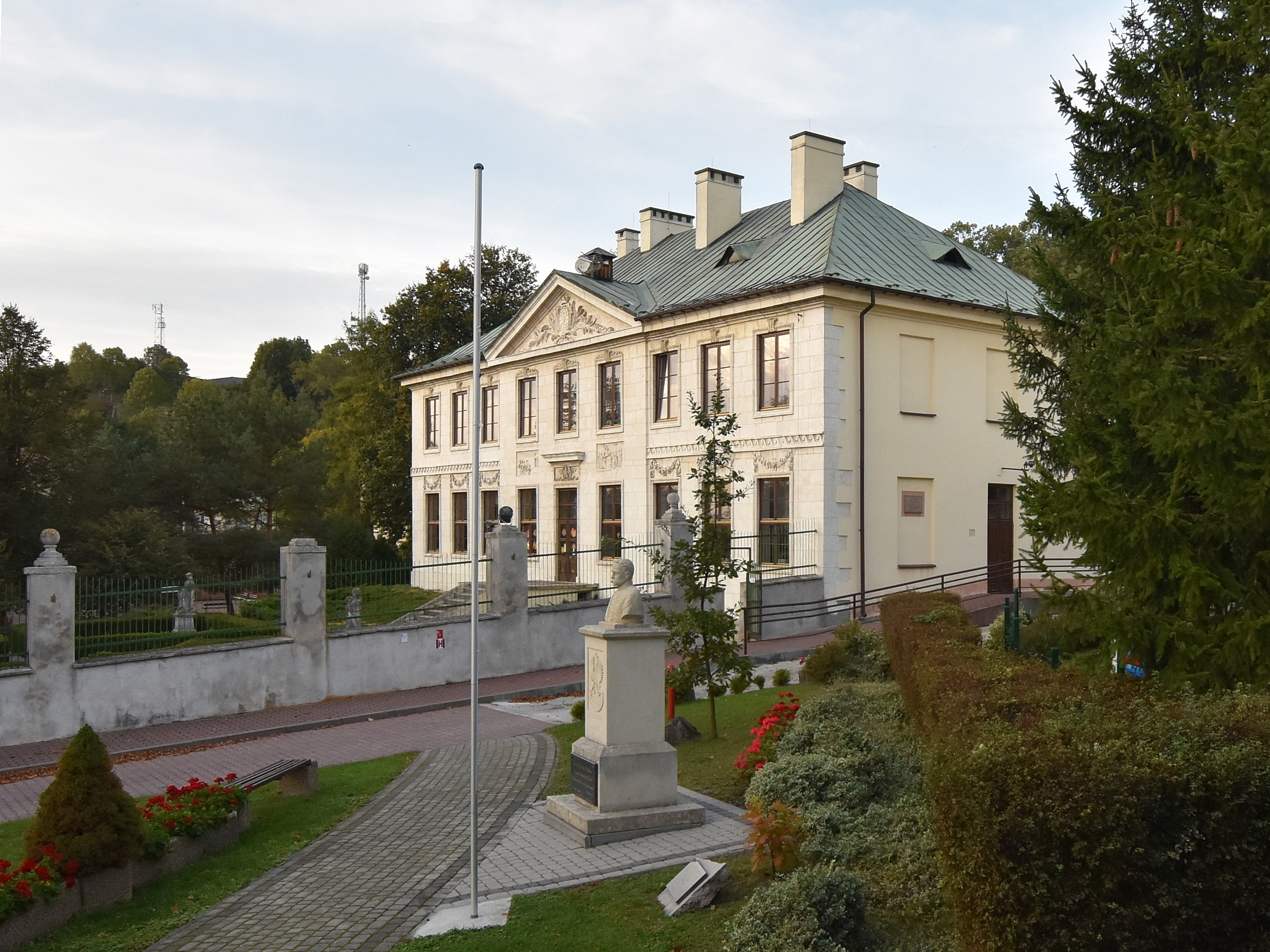
Pałac, elewacja boczna
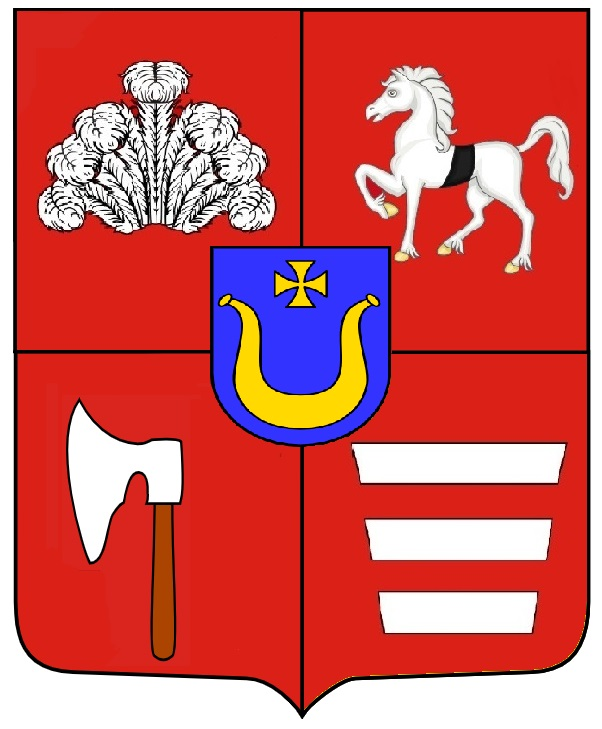
Herb  Franciszka Wielopolskiego